# Amarna-kunst

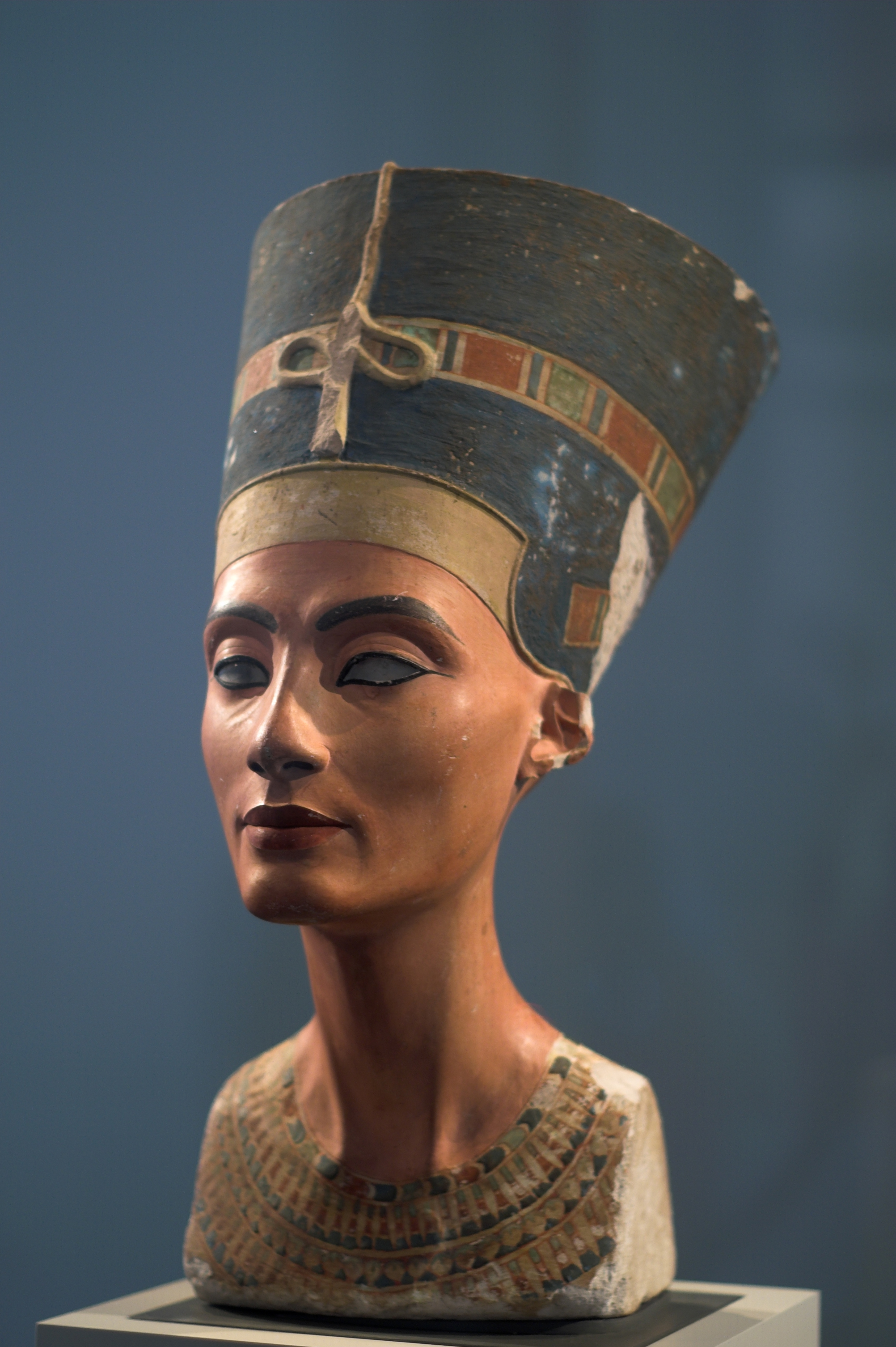
Buste van Nefertiti

De Amarna-kunst is een stroming binnen de oud-Egyptische kunst. 

## Historie
De Amarna-kunst werd ingevoerd in de laatste jaren van de regering van Amenhotep III en Tiye. Zo wordt de farao afgebeeld met een dikke buik. Mogelijk dat de invloed van Achnaton of Nefertiti in het hof toenam. 
Toen de hoofdstad onder de regering van Achnaton van Thebe naar Achetaton werd verplaatst, werd de vernieuwing in de schilder- en beeldhouwkunst ingevoerd. Na de regering van Achnaton en Nefertiti werd de stroming voortgezet onder Smenchkare en Meritaton. Onder farao Toetanchamon werd de hoofdstad van Egypte van Amarna naar Thebe terug verplaatst, en nam de invloed van de priesters van Amon weer toe. De "ketterse" kunst werd vaarwel gezegd. Dit is o.a. te zien in het grafmeubilair van Toetanchamon. 

## Manifestie
De nieuwe stroming poogde te breken met de starre traditionele conventies. Het leidde tot meer realisme in het afbeelden van mensen. De gelaatstrekken van de farao, koninklijke familie en andere personen werden vervormd of uitgerekt. Het leidde tot dikke buiken, langwerpige hoofden en meer realistische ogen. 
Een andere regel werd ook doorbroken: voorheen werd de koning alleen in officiële functie afgebeeld, maar nu werd ook de farao afgebeeld in intieme scènes als vader die zijn familie liefheeft. Of die samen met zijn vrouw rouwt over de dood van hun tweede kind.
De invloed van de stroming was ook na het verlaten van Achetaton nog zichtbaar in de kunst. De aparte manier van afbeelden van gelaatstrekken, ogen, mond, borst en buik en details werd behouden door de kunstenaars. Ook in de periode die erna volgde - de 19e en 20e dynastie van Egypte - hadden de kunstenaars een redelijke artistieke vrijheid.

## Voorbeelden

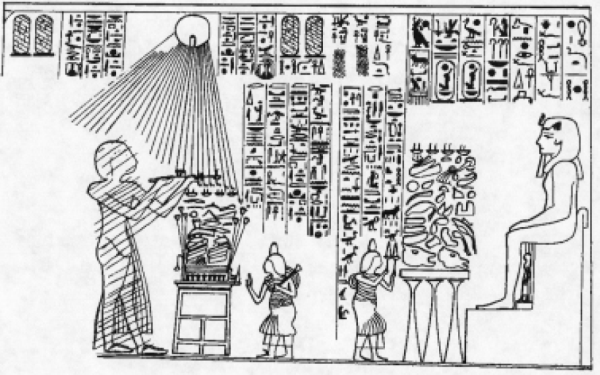
Schildering van Men en Bek. Zij geven offers aan de farao's Amenhotep III (rechts) en Achnaton (links)
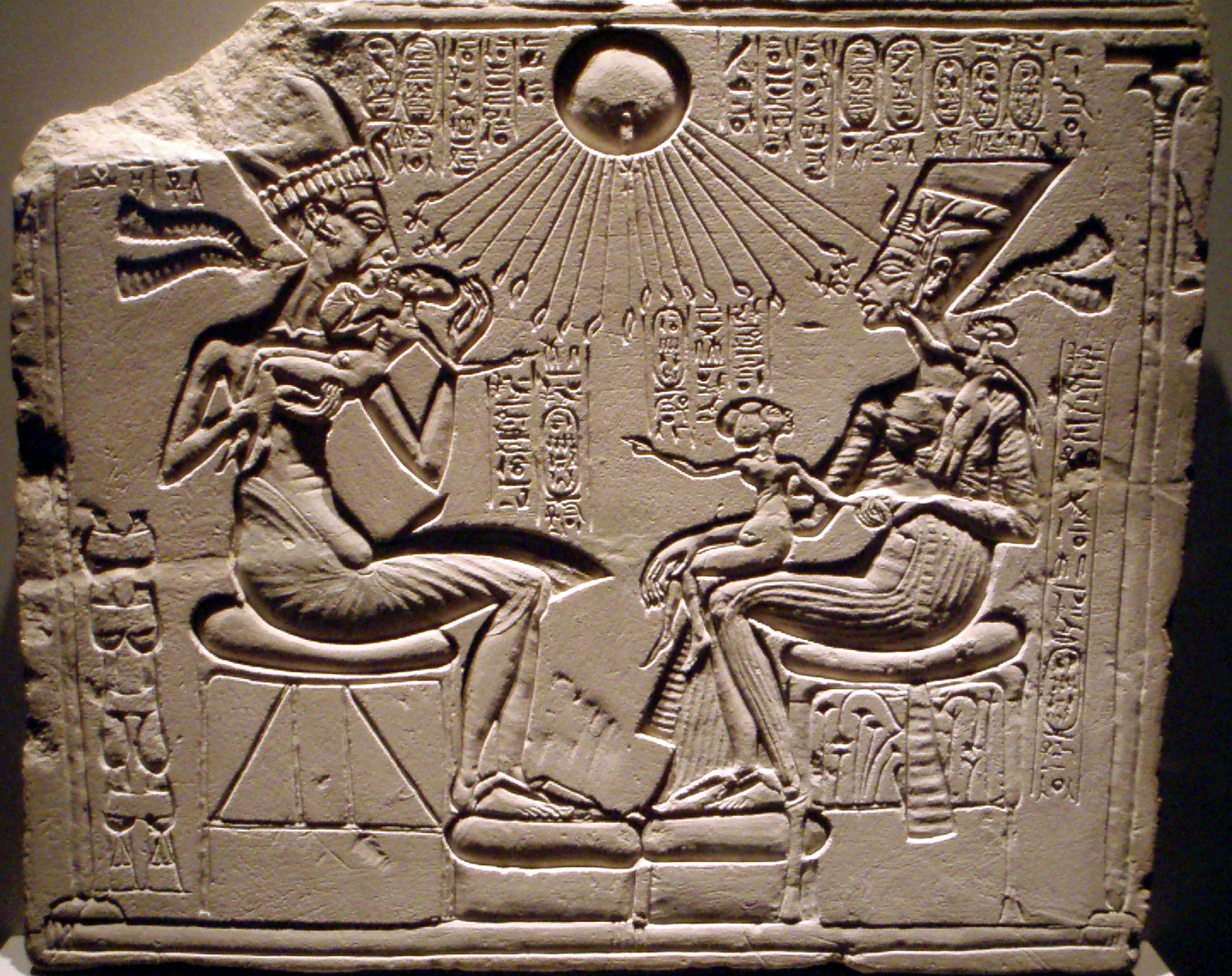
Huisaltaar van Achnaton, Nefertiti en hun drie dochters
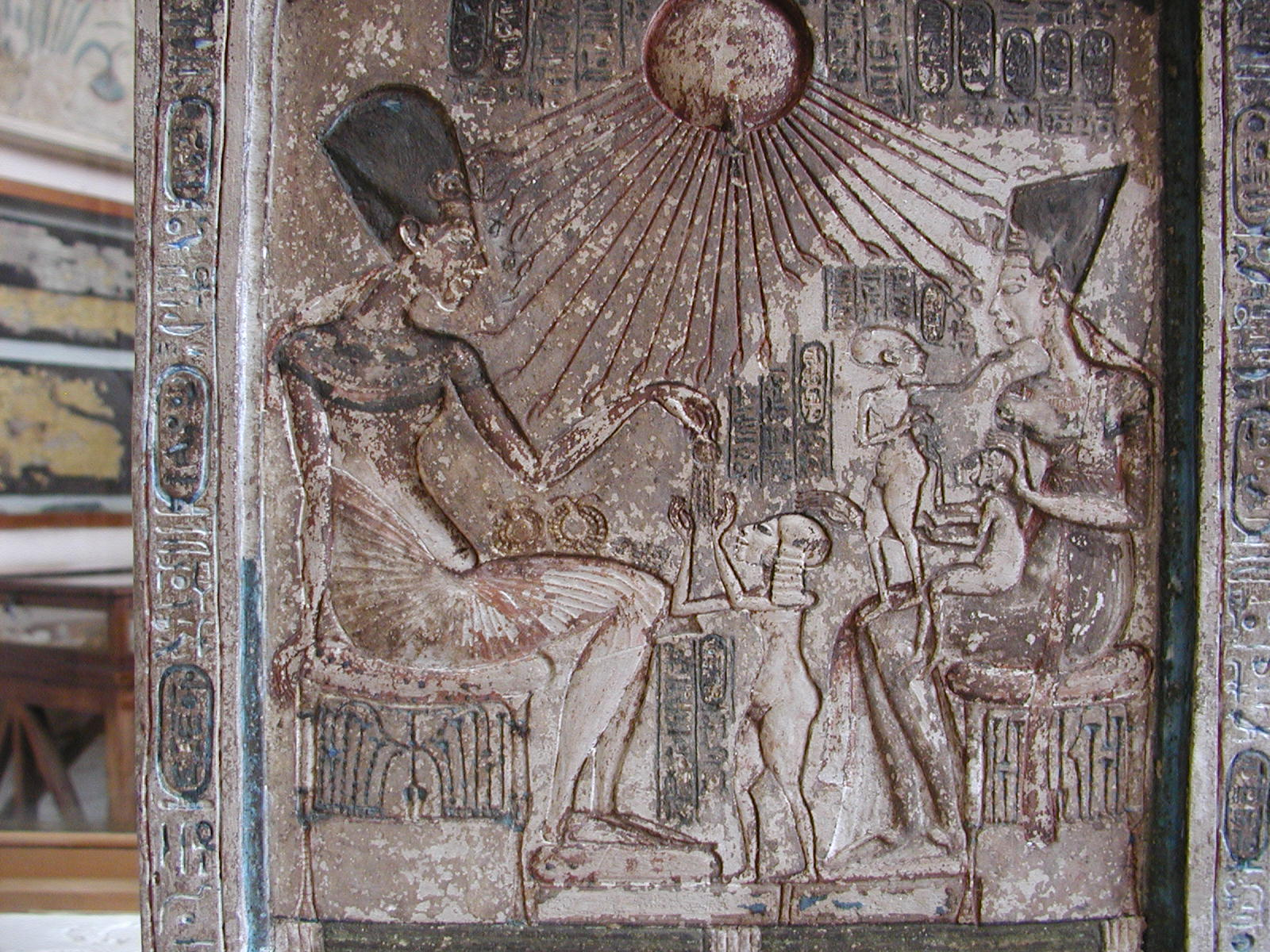
Huisaltaar
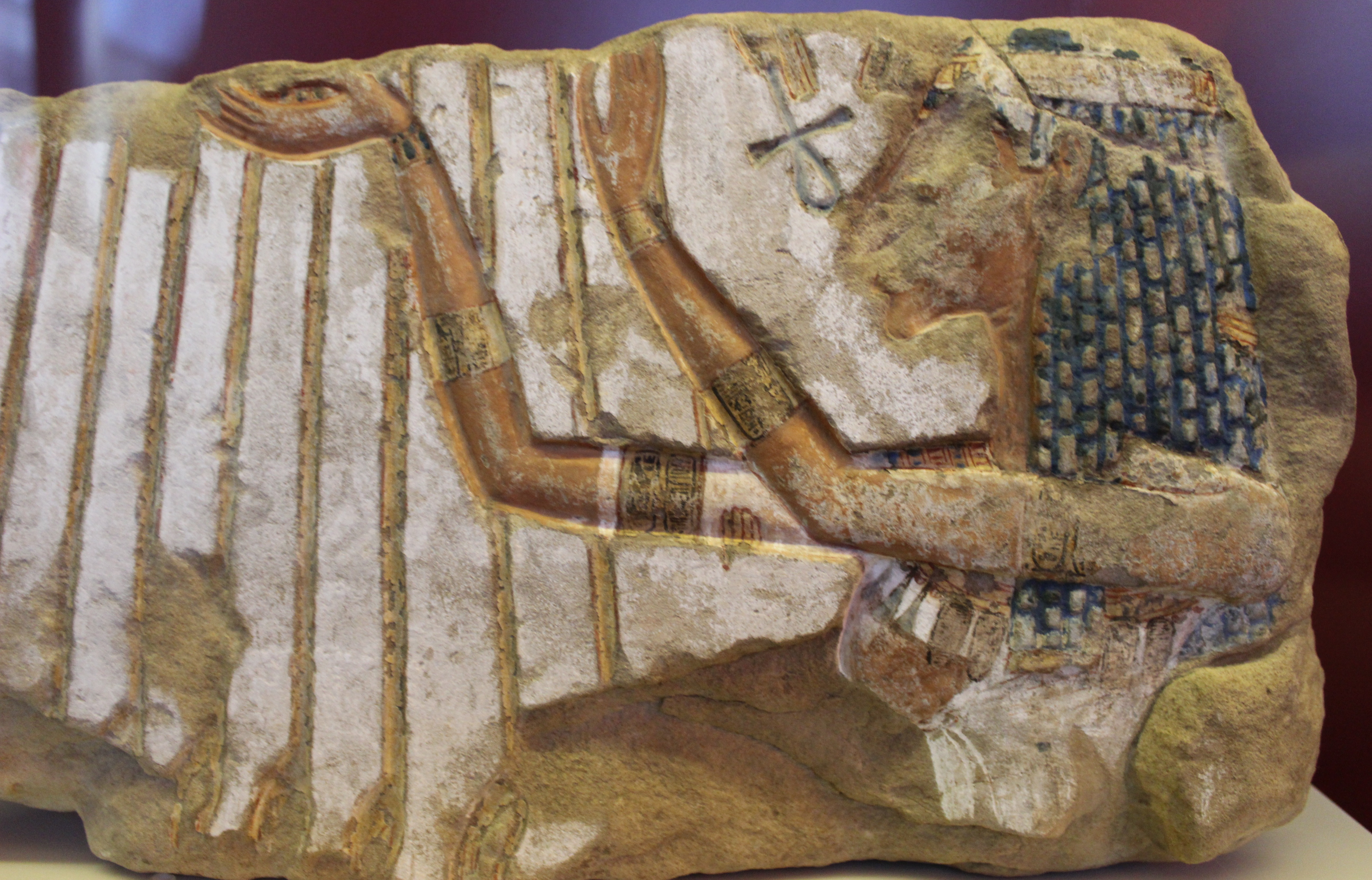
Nefertiti die de zonnestralen van Aton ontvangt
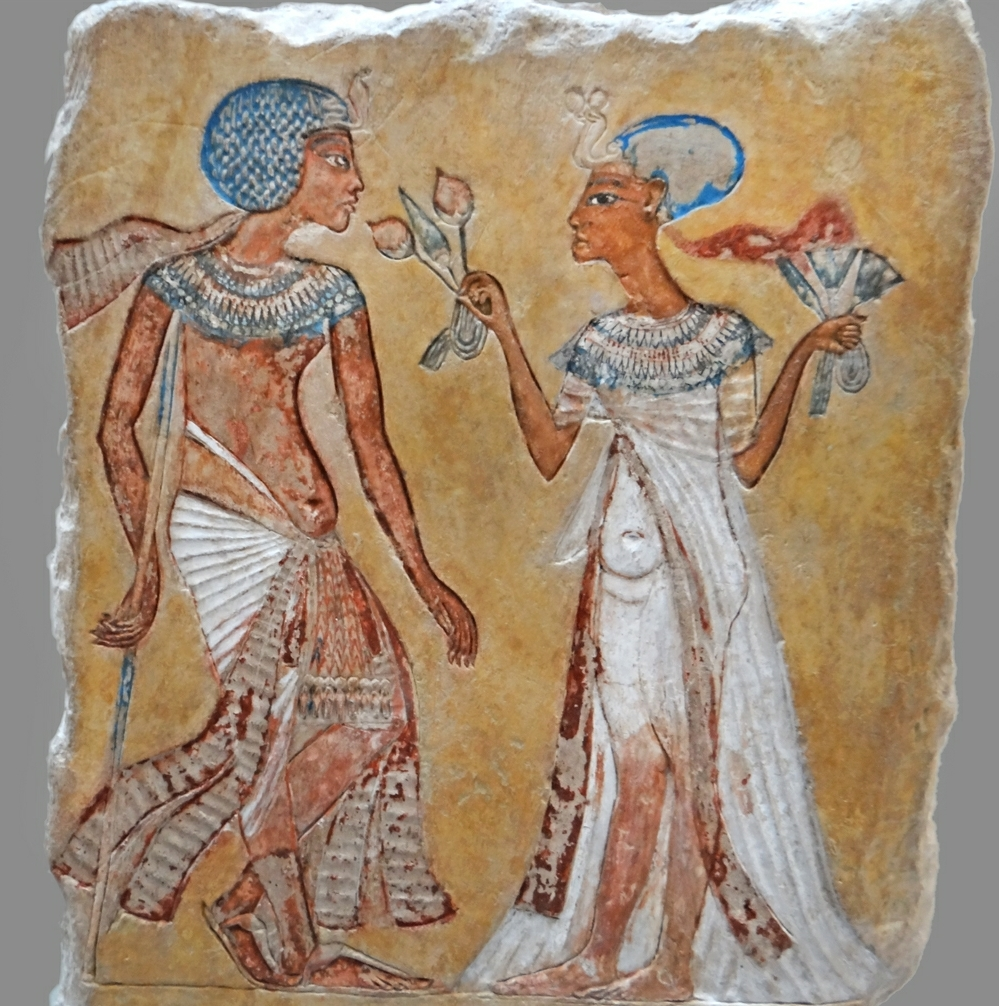
Relièf van farao Smenchkare en koningin Meritaton
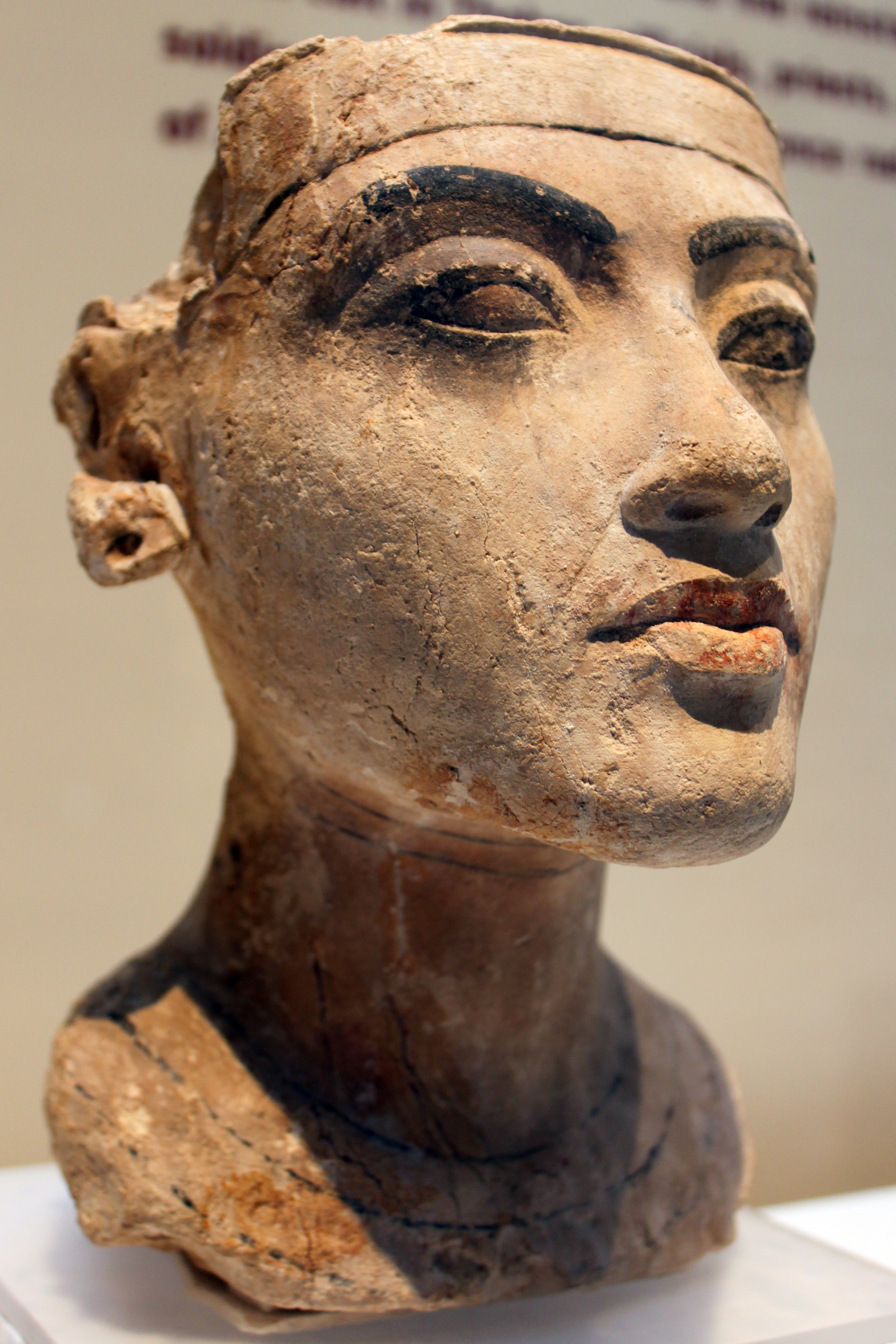
Hoofd van Achnaton
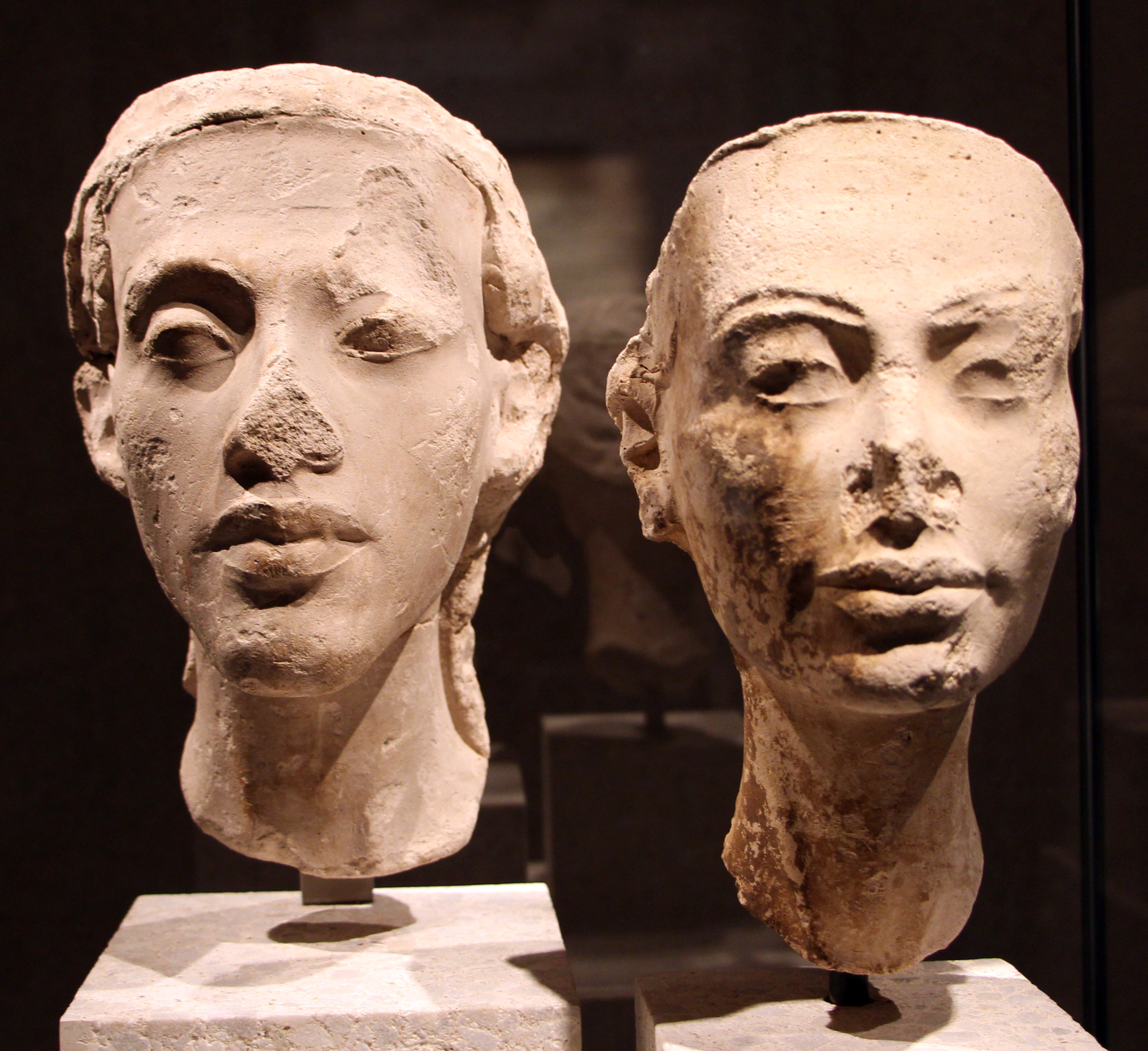
Hoofden Nefertiti en Achnaton
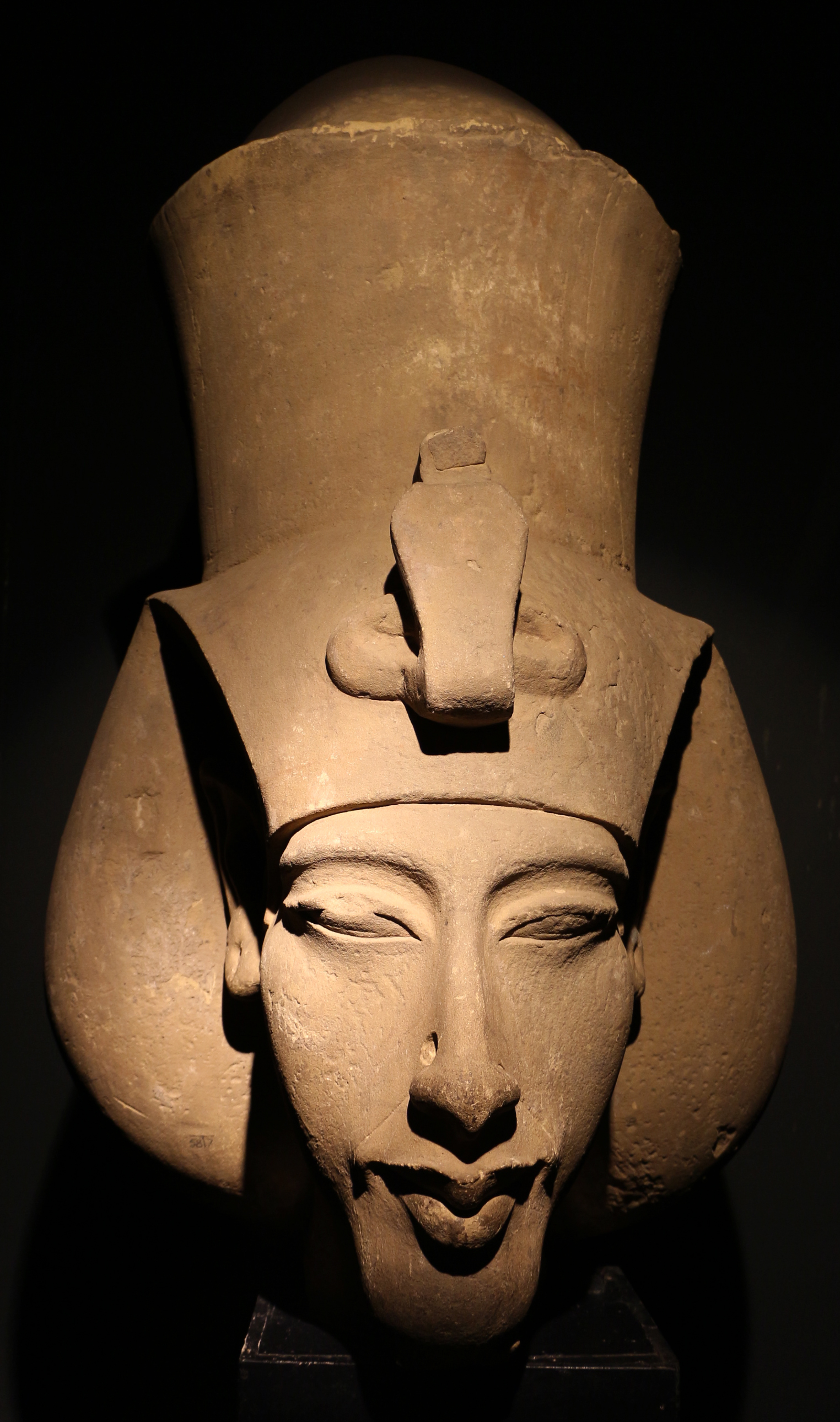
Hoofd van Achnaton
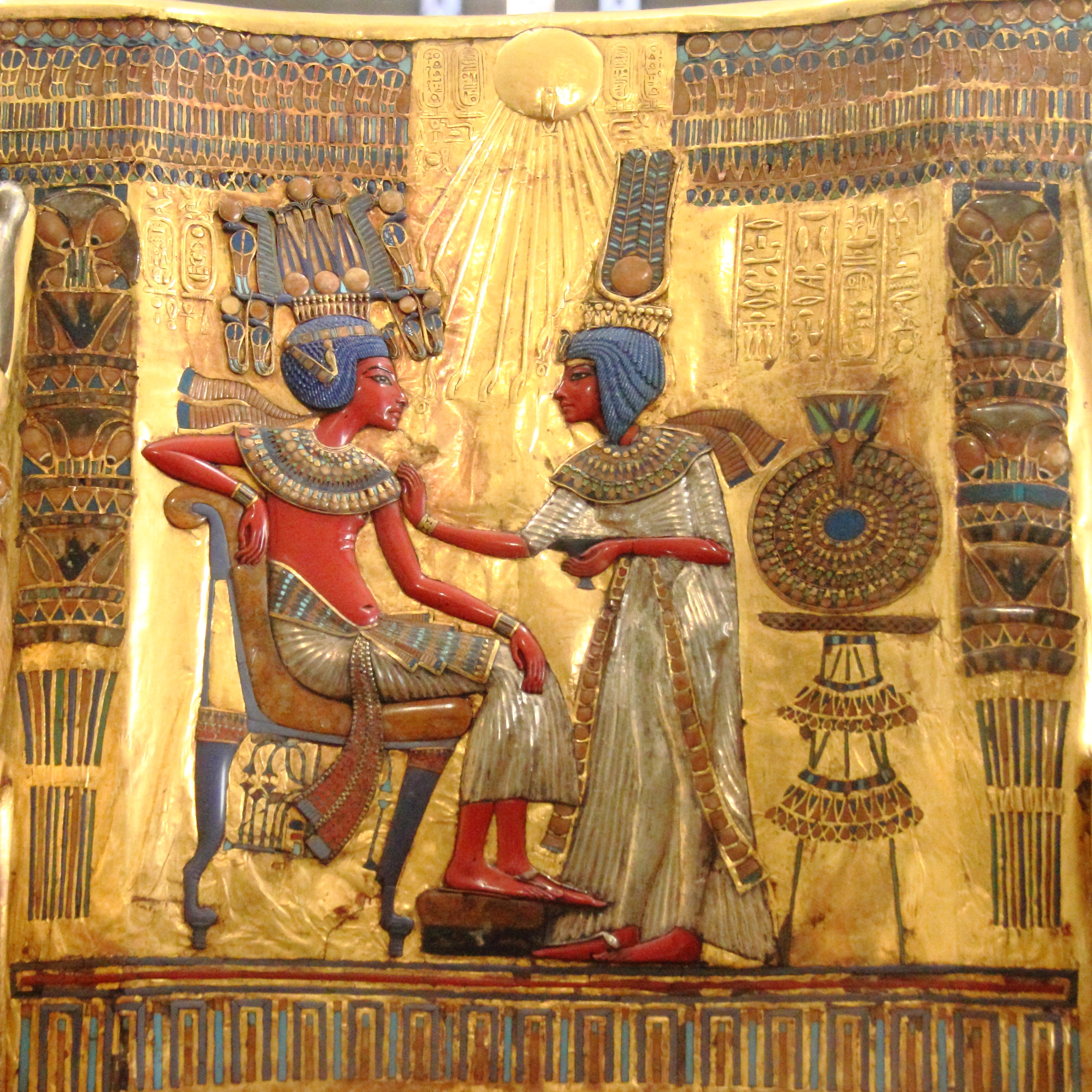
Stoel van Toetanchamon